# هاینس زایفنر
هاینس زایفنر (آلمانی: Heinz Salfner؛ ۳۱ دسامبر ۱۸۷۷ – ۱۳ اکتبر ۱۹۴۵) هنرپیشه اهل آلمان بود.
از فیلم‌ها یا برنامه‌های تلویزیونی که وی در آن نقش داشته‌است می‌توان به طلا، بادبزن خانم ویندیرمیر، و خیمه‌شب‌بازی اشاره کرد.